# Associazione Sportiva Gubbio 1910
La Associazione Sportiva Gubbio 1910 es un club de fútbol de Italia, con sede en Gubbio, en Umbría. Fue fundado el 25 de marzo de 1913 y refundado en 1949. Compite en la Serie C, tercera categoría del fútbol italiano.
Juega sus partidos como local en el Estadio Pedro Barbetti y los colores de su camiseta son rojo y azul. Jugó dos temporadas en la Serie B: en 1947-1948 y en 2011-2012.

## Historia

### El nacimiento
El fútbol llegó a Gubbio por primera vez en 1910, traído por el sacerdote Bosone Rossi, fundador de la sociedad juvenil Spes, rama polideportiva del Club Silvio Pellico. Sin embargo, el 25 de marzo de 1913 un grupo de jóvenes de la Spes se reunieron para formar de forma oficial la rama de fútbol.
Luego con los años los aficionados lo consideraron así, de modo que en los años treinta el equipo participa en los campeonatos regionales de primera, participando durante algún tiempo de partidos amistosos con equipos de Umbría. disputando sus partidos como local en el "San Benedetto", el que más tarde pasará a llamarse "Fossa dei Leoni" y lo seguirá siendo durante casi 50 años, la cuna del fútbol Gubbio.

### En los años de la Segunda Guerra Mundial (1929-1941)
En 1929 la Gubbio participa en la Copa Umbro Ulic, pasando la primera etapa. Al año siguiente, en 1930, tomó parte en el Campeonato de la División Regional Umbro con equipos colaboradores: Juventus Foligno, Orvietana, Perugia, Tiberis, Tiferno Spoleto y Virtus. El campeonato es ganado por Perugia. También en 1931 la Gubbio participa en el campeonato de Tercera División, que se divide en dos grupos, y termina con la etapa final, pero no tuvo éxito. Al año siguiente la Gubbio participa en el Campeonato de la Segunda División Regional. Después de un par de años en que al campeonato se le someten varios cambios en 1936 participa regularmente en el campeonato de la División Regional logrando ser un equipo aguerrido, superando a Ternana, Perugia, Foligno y tomando de inmediato un papel de liderazgo, logrando captar la victoria en el campo, pero no puede ser promovido, debido a la pertenencia de hecho se les dio tres derrotas en la mesa para la formación conocida entonces FGCGubbio. En 1938, además del Campeonato de Primera División, se lleva a cabo por primera vez la Copa de Italia central, al que asistieron los equipos que representan a la Umbria, Marche y Abruzzo. el Gubbio sale segundo, pero en 1939, después de la reestructuración de las ligas de la Serie C, finalmente fue admitido y jugó por primera vez contra equipos de afuera de la región del centro como Cagliari, Ascoli, Perugia, Sambenedettese, Ternana, Jesi. El estallido de la guerra impide que el Gubbio participara en el campeonato nacional, así que antes del torneo se enfrenta a otra temporada en la Primera División Regional.

### De la promoción a la Serie B de los años sesenta (1945-1969)
Después de la guerra, los EE. UU. Gubbio, este nombre, se inicia con el deseo y el entusiasmo para empezar a vivir de nuevo después de los dolorosos acontecimientos de la guerra. En 1945, el fútbol de Umbría se divide en tres grupos, con las mayores ciudades participantes, en espera de la reanudación del campeonato regular. En 1946, una vez que se inicia la serie C, Grupo B Liga del Centro. Al año siguiente, la tenacidad del gubio conduce al resultado del que seguirá siendo durante muchas décadas, el resultado de la historia del fútbol Gubbio más prestigioso: soportado por una estructura corporativa y de impecables ventiladores de gran corazón, en 1947, después de ganar el primer lugar en el Grupo B de la Liga del Centro de la Serie C, con el "histórico" playoff contra Baracca Lugo, ganó 2-0, y después de ganar el primer lugar en la ronda de playoffs contra la parte superior de los otros grupos, la Gubbio ascendió a la Serie B. 
La temporada siguiente, la Gubbio se coloca en el grupo C del campeonato cadete, que verá la victoria final de Palermo en frente de Pisa, Lecce y Taranto. La Gubbio termina de una manera digna la temporada cerca de Rieti y Perugia, pero no pudo evitar el descenso. Los cadetes sólo duran un año, también debido a la reorganización que incluyó muchos descensos, por lo que Gubbio vuelve a la Serie C. El esfuerzo económico para escalar a la Serie B se siente y la temporada 1948-1949 viene otro descenso amargo, con la quiebra adjunta económica y la consiguiente caída en los torneos regionales donde los Rossoblù permanecen hasta la temporada 1957/58, alternando buenos años ( en 1956 perdió el play-off de ascenso a la Serie IV contra Bastia) a otro peor. La temporada 1957/58, terminó en primer lugar, la entrega a pase de Gubbio para volver en las categorías superiores. Pero la alegría no duró mucho, ya que en la temporada 1960/61 los Rossoblù regresaron para jugar en las fronteras regionales retrocediendo a la recién formada Serie D.

## Símbolos

### Colores
Los colores del uniforme oficial del Gubbio son el rojo y azul, a los cuales generalmente se agrega otro color para los bordes. Los colores del segundo uniforme tradicionalmente son el amarillo o blanco.

### Escudo
El escudo actual es un escudo que representa en amarillo a las cinco colinas de Gubbio, que es también el símbolo de la ciudad, y la superposición de un balón de fútbol amarillo. Otro símbolo que se asocia tradicionalmente con el equipo es el lobo, derivado de la leyenda del encuentro de Francisco de Asís y el lobo que sucedió en Gubbio.

## Palmarés

### Torneos interregionales
- Lega Pro Prima Divisione (1): 2010-11 (Grupo A)
- Serie C (1): 1946-47 (Liga Centro)
- Serie D (1): 2015-16 (Grupo E)
- Campionato Nazionale Dilettanti (1): 1997-98 (Grupo E)
- Campionato Interregionale (1): 1986-87 (Grupo F)

### Torneos regionales
- Eccellenza Umbria (1): 1996-97
- Promozione Umbria (1): 1977-78
- Prima Categoria Umbria (2): 1964-65, 1968-69
- Campionato Dilettanti Umbria (1): 1986-87
- Copa Italia de Aficionados Umbria (1): 1996-97